# Elecciones generales de Bangladés de 2008
Las elecciones generales de Bangladés de 2008 se llevaron a cabo el 29 de diciembre de 2008. Son 300 los escaños a disputarse en el Jatiyo Sangshad (Parlamento Nacional), y asistieron 1.538 candidatos que representaban a los 54 partidos políticos del país, la cifra incluye además a 484 candidaturas independientes. Esta elección es la segunda que se celebra bajo el gobierno de transición iniciado en 1996.

## Sistema de gobierno

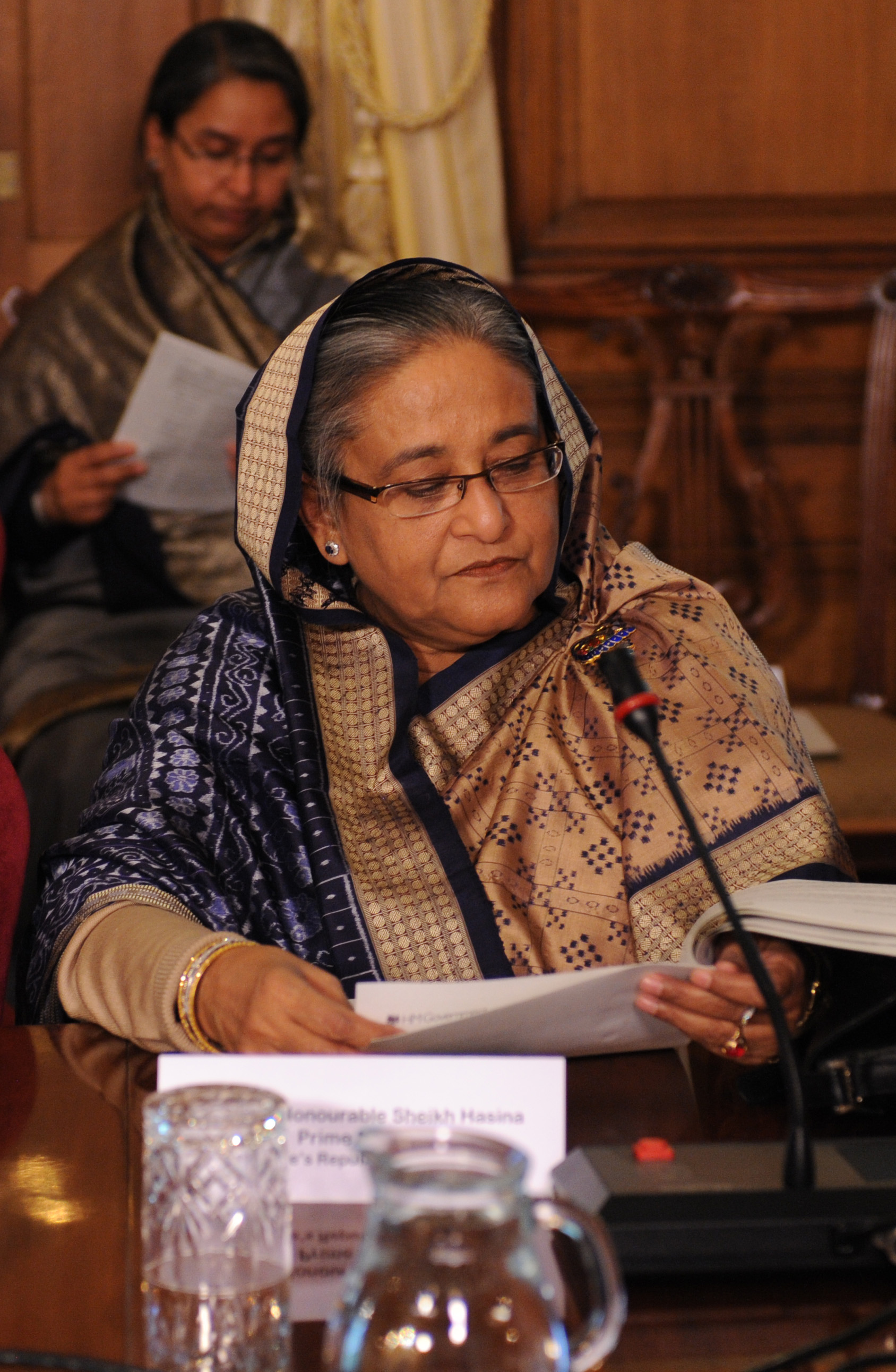
Sheikh Hasina, Primer ministro de Bangladés electa por el Parlamento en 2008.

Bangladés es una república parlamentaria. Las elecciones para el parlamento unicameral (conocido como Jatiyo Sangshad) en las que todos los ciudadanos de 18 años o más pueden votar, se celebran cada cinco años. El edificio del parlamento es conocido como Jatiyo Sangshad Bhaban, posee 345 miembros incluyendo 45 puestos reservados para las mujeres, elegidas en distritos electorales. 
El primer ministro, como el jefe de Gobierno, elige a los miembros del gabinete y se encarga de los asuntos cotidianos del Estado. El presidente es el jefe de Estado y el comandante en jefe del ejército bengalí, además de que es elegido por el parlamento, mientras que el primer ministro es el líder o jefe del partido mayoritario del Parlamento.

## Partidos políticos
Los partidos políticos bengalíes generaron para estos comicios dos conglomerados programáticos. La Gran Alianza, encabezada por la Liga Awami, dirigida por Sheikh Hasina, quien fuera la vencedora, el Partido Jatiya (Ershad) (PJ-E), liderado por Hossain Mohammad Ershad, a quienes se sumaron el Jatiyo Samajtantrik Dal, el Partido Liberal Democrático de Bangladés y el Partido de los Trabajadores. 
Por otra parte se encontraba la coalición de gobierno, nominada como Alianza de los Cuatro Partidos, presidida por el Partido Nacionalista de Bangladés (BNP), representado por su líder y primer ministro hasta ese momento, Jaleda Zia, junto al Partido Jamaat-e-Islami, el Partido Jatiya (Naziur) y el Frente de Unidad de Bangladés.

## Resultados electorales
|  | 49,0 % |

|  | 7,0 % |

|  | 0,6 % |

|  | 0,3 % |

|  | 0,2 % |

|  | 33,2 % |

|  | 4,6 % |

|  | 0,1 % |

|  | 4,9 % |

| <div style="background-color:#ADD8E6; width: Expresión errónea: carácter de puntuación «'» desconocido.px; height: 12px;"> | 99,9 % |

- Fuente:[3]